# روگاچو
روگاچو (به لاتین: Rogachevo) یک منطقهٔ مسکونی در بلغارستان است که در شهرستان بالچیک واقع شده‌است.